# Europski fond za regionalni razvoj
Europski fond za regionalni razvoj (EFRR; engleski: European Regional Development Fund, ERDF; francuski: Fonds européen de développement régional, FEDER) ime je za fond koji je financiran i upravljan o strane Europske unije.

## Povijest
Tokom 1960-ih godina, EEZ je u nekoliko navrata pokušavala osnovati regionalni fond za razvoj, no jedina zemlja koja je podržavala tu inicijativu bila je Italija. Prilikom pregovaranja oko ulaska Velike Britanije u EEZ 1972. godine, pregovarači iz VB su zahtijevali da se stvori regionalni fond za razvoj i da je to bila jedna od ključnih pregovrnih prijepora oko ulaska VB u EEZ 1973. godine.  Stvaranje strukture regionalnog fonda za razvoj u Parizu 1972. godine bio je ustupak koje je EEZ morao dati VB za davanja u zajednički proračun EEZ-a, te davanja VB u zajedničku poljoprivrednu politiku. Isto tako političari iz Velike Britanije trebali su imati dokaz svojem biračkom tijelu da ulazak u EEZ nije samo u uzimanju sredstava iz Velike Britanije, već da postoje programi koji će ulagati i vraćati u nerazvijene dijelove Europske unije.
Uspostavljanje EFRR-a usporila je naftna kriza iz 1973. godine, i na kraju se uspostavio 1975. godine nakon tvrdoglave upornosti od strane predstavnika iz Velike Britanije i Italije. Kod uspostavljanja EFRR imao je proračun od 1.400 milijuna proračunskih jedinica, što je bilo za 1.000 milijuna proračunskih jedinica manje od prvotnog prijedloga predstavnika iz Velike Britanije. Tokom vremena ovaj proračun je narastao mnogo puta i veličini i u opsegu. Preko vremena ovaj fond je radio pod mnogim raznim pravilnicima, no sada je standardiziran pod jedinstvenim europskim aktom koji je sada važeć pod tekućim razdobljem 2014-2020.

### Djelokrug (2007. – 2013.)
EFRR ima zadaću da unaprijedi ekonomski razvoj regija u Europi kroz poticanja sljedećih mjera:
Ciljana konvergencija
- modernizaciju i diversifikaciju ekonomije
- stvaranja održivih radnih mjesta
- poticanja ekonomskog rasta
- fokusiranje na sve regije od urbanih do nisko napučenih i udaljenih regija

Regionalna konkurentnost i zapošljavanje
- Fokus na ekonomiju znanja i izuma
- Fokus na obraćanja na rizike, i fokus na okoliš (učinkovitost u potrošnji energije i u prometu, očuvanju okoliša, čišćenje itd.)
- Pristup prijevozu i telekomunikacijama

Teritorijalna kooperacija
- Prekogranična kooperacija u ekonomiji
- Transnacionalna kooperacija, uključujući bilateralne kooperaciju oko morskih područja
- Interregionala kooperacija uključujući stvaranje mreža i veza, te razmjenu iskustava između dijelatnika na razini regija i općina

## Rad ERFF-a
Sva materijalna podrška koja izdaje ERFF je u saglasnosti s Europskim zakonom o tržišnom natjecanju, i u suglasnost s načelima javne nabave u EU. Svako nepoštivanje s navedenim zakonima i odredbama može donijeti kršiteljima visoke novčane kazne.